# Malena Marechal
Malena Marechal, nombre artístico de María Magdalena Marechal (Buenos Aires, Argentina; 1942-Ib., 19 de octubre de 2019), fue una actriz, autora y directora teatral argentina.

## Carrera
Hija de María Zoraida Barreiro (1907-8 de junio de 1947) y del reconocido escritor argentino Leopoldo Marechal (1900-1970). Su madre falleció cuando ella tenía apenas cinco años. Tuvo una hermana llamada María de los Ángeles Marechal. Comenzó pronto su carrera artística tras regresar de la Escuela Nacional de Arte Dramático. 
En 1971, se dedicó al aprendizaje de la orfebrería y joyería moderna, donde tuvo la suerte de tener como maestro a Víctor Grippo. También dictó talleres como el de Tragedia Griega.
Junto con su hermana crearon la Fundación Leopoldo Marechal, que tiene como objetivo preservar y difundir la obra de su padre y de los autores de la generación martinfierrista.
A lo largo de los años adaptó obras de grandes autores argentinos como Leopoldo Marechal, Armando Discépolo y Roberto Arlt.
En sus proyectos realizó diversas adaptaciones de las obras y de los textos que había montado desde 1971. La Directora de la Crítica Internacional de Críticos de Arte, Wladslawa Jaworska, comparó Principio de Incertidumbre con las experiencias recientes de Tadeusz Kantor.
En el 2001 participó en el documental Marechal, o la batalla de los ángeles dirigido por Gustavo Fontán sobre la vida y obras de Leopoldo Marechal.

## Premios y distinciones
Fue galardonada dos veces por su aporte a la cultura: Teatro Presidente Alvear (1990) y Municipalidad de Florencio Varela (2009).

## Teatro
Como directora:
- 2015: Don Juan.
- 2013: Confutatis.
- 2011: Rueda adán en buenosayres con sus azules tapas.
- 2005/2009: Cien años de Belgrano.
- 2003: Adán.
- 1995: Sátiro
- 1978/1982: Principio de incertidumbre
- La juerga de los polichinelas
- La isla desierta
- El desperfecto
- Antígona Vélez. Adaptación de una obra de Leopoldo Marechal.
- La semana de Belgrano
- La batalla de José Luna. Adaptación de una obra de Leopoldo Marechal, y estrenada en Rio IV. Con ella acudió al Primer Festival Internacional de Teatro realizado en la Provincia de Córdoba.
- 1971: Blanco-Espacio-Humano, versión del El estado de sitio de Albert Camus.